# Leptodactylus validus
Leptodactylus validus är en groddjursart som beskrevs av Garman 1888. Leptodactylus validus ingår i släktet Leptodactylus och familjen tandpaddor. IUCN kategoriserar arten globalt som livskraftig. Inga underarter finns listade i Catalogue of Life.